# 赤城山组
赤城山组（Chichengshan Formation），原赖家组b段，是位于中国浙江天台县西的上白垩世地层，1994年由浙江地矿局命名，属天台群。该地层以紫红色厚层块状砾岩、砂砾岩为主，间夹含砾粉砂岩、粉砂质泥岩，并夹含砾玻屑凝灰岩。下与两头塘组整合接触，上与新生界玄武岩喷发不整合接触。
赤城山组曾发现有蒋氏网形蛋（Dictyoolithus jiangi）、二连副圆形蛋（Paraspheroolithus irenensis）等恐龙蛋化石。